# Слобода (Лоинское сельское поселение)
Слобода — деревня в Смоленском районе Смоленской области России. Входит в состав Лоинского сельского поселения. Население — 7 жителей (2010 год). 
Расположена в западной части области в 48 км к северо-западу от Смоленска, в 13 км юго-западнее автодороги Р133 Смоленск — Невель, на берегу реки Клёц. В 28 км южнее деревни расположена железнодорожная станция Голынки на линии Смоленск — Витебск. 

## История
В годы Великой Отечественной войны деревня была оккупирована гитлеровскими войсками в июле 1941 года, освобождена в сентябре 1943 года. 